# Marian Burnett
Marian Burnett est une demi-fondeuse guyanienne née le 22 février 1976.

## Biographie
Le principal résultat de Marian Burnett est sa médaille d'argent obtenue aux Jeux panaméricains en 2003. Initialement troisième de la course, elle a bénéficié de la disqualification, pour un taux de caféine trop élevé, de Letitia Vriesde. 
Aux Jeux olympiques d'été de 2008 à Pékin, Burnett a été éliminée dès les séries du 800 m.

## Palmarès

### Jeux olympiques
- Jeux olympiques de 2004 à Athènes (Grèce)
  - éliminée en demi-finale du 800 m
- Jeux olympiques de 2008 à Pékin (République populaire de Chine)
  - éliminée en série du 800 m

### Championnats du monde d'athlétisme
- Championnats du monde d'athlétisme de 2005 à Helsinki (Finlande)
  - éliminée en série du 800 m
- Championnats du monde d'athlétisme de 2007 à Osaka (Japon)
  - éliminée en demi-finale du 800 m

### Jeux panaméricains
- Jeux panaméricains de 2003 à Saint-Domingue (République dominicaine)
  -  Médaille d'argent sur 800 m

### Championnats d'Amérique du Sud
- Championnats d'Amérique du Sud de 2007 à São Paulo (Brésil)
  -  Médaille d'or sur 800 m
  -  Médaille d'argent sur 1 500 m

### Championnats d'Amérique centrale et des Caraïbes
- Championnats d'Amérique centrale et des Caraïbes de 1999 à Bridgetown (Barbade)
  - 4e Quatrième sur 800 m
  -  Médaille de bronze sur 1 500 m

### Jeux d'Amérique centrale et des Caraïbes
- Jeux d'Amérique centrale et des Caraïbes de 2010 à Mayagüez (Porto Rico)
  -  Médaille de bronze sur 800 m
  - 4e Quatrième sur 1 500 m

## Records
| Épreuve | Performance        | Lieu           | Date            |
| ------- | ------------------ | -------------- | --------------- |
| 800 m   | 1 min 59 s 47 (NR) | Palo Alto      | 31 mai 2004     |
| 1 500 m | 4 min 17 s 91 (NR) | Rio de Janeiro | 27 juillet 2007 |